# Claremont Municipal Airport

i7
i11
i13
Der Claremont Municipal Airport (FAA-Identifier CNH) ist ein Flugplatz in Claremont im Sullivan County im mittleren Westen von New Hampshire, einem der Neuenglandstaaten der USA. Er steht der allgemeinen Luftfahrt offen.

## Übersicht
Der Claremont Municipal Airport wurde im Oktober 1927 eröffnet und befand sich bis in die Dreißiger Jahre in Privatbesitz, ehe er 1934 in das Eigentum zweier Banken überging, die ihn 1937 an die Stadt verkauften. Der erste Hangar wurde im Jahr der Gründung gebaut und war 2018 zum Abriss vorgesehen. Die Erwartungen an den Flugplatz scheiterten an der ungünstigen Lage im Gelände. Zunächst war der Platz ein aus allen Richtungen anfliegbares Landefeld, was als Vorteil angesehen wurde. Es wurden zwei Hauptflugrichtungen definiert, deren eine der späteren einzigen Landebahn entsprach. Die andere verlief im rechten Winkel dazu in Nord-Süd-Richtung. Diese wurde bei der Befestigung und Asphaltierung der Bahnen im Zweiten Weltkrieg gegenüber der Hauptlandebahn verdreht. In den Jahren vor und im Krieg diente der Platz der Pilotenausbildung zunächst der Armee, später der Marine. Hoffnungen auf einen linienverkehrtauglichen Ausbau nach dem Krieg erfüllten sich nicht. Die Bahn 05/23 wurde 1998 stillgelegt und im mittleren Teil zur Rollbahn zurückgebaut.
Im New Hampshire State Airport System Plan ist der Flugplatz als Local Airport eingeordnet, der von den meisten ein- und zweimotorigen Flugzeugen benutzt werden kann. Auf dem Platz selbst waren mit Stand 2023 18 derartige Maschinen sowie ein Helikopter stationiert.

## Lage
Der Flugplatz liegt in der Dartmouth-Lake Sunapee-Region im Westen New Hampshires nahe dem etwa 1,6 Kilometer westlich vom Zentrum von Claremont in 166 Metern Höhe auf 43-22-13.8155 Nord und 72-22-05.5467 West. Erschlossen wird der Platz über Nebenstraßen von den in der Nähe verlaufenden New Hampshire Routen NH-11, NH-12 und NH-103 aus. Westlich des Platzes in 0,8 km Entfernung liegt der Bahnhof von Claremont an der Bahnstrecke Brattleboro–Windsor. Der Interstate 91 ist 6,5 Kilometer entfernt auf der anderen Seite des westlich gelegenen Connecticut Rivers in Vermont.

## Anlage
Von ehemals zwei Bahnen ist 11/29 in Betrieb. Diese ist asphaltiert, 944 Meter lang und 30 Meter breit, beleuchtet und kann im nicht-präzisen Instrumentenanflug erreicht werden. Es gibt Abstellplätze mit Verankerungsmöglichkeiten und Hangars sowie eingeschränkte Wartungs- und Reparatureinrichtungen für Zelle und Triebwerke und Flugbenzin (AvGas).

## Flugbewegungen
Zum Zeitpunkt der Erfassung (2018) war der Flugverkehr überwiegend lokal, zu 2544 örtlichen Flugbewegungen kamen 1550 Zwischenlandungen und 50 Militärflüge. Ein Teil der Flugbewegungen entsteht durch die Nähe zu Vermont und den aufgrund unterschiedlicher Steuern dort höheren Preisen für Flugbenzin. In einem Zeitraum von zwölf Monaten wurden insgesamt 4144 Flugbewegungen erfasst (Stand 2022).